# 村西良太
村西 良太（むらにし りょうた、1997年6月6日 - ）は、兵庫県淡路市出身のプロ野球選手（投手・育成選手）。右投左打。オリックス・バファローズ所属。

## 経歴

### プロ入り前
小学校3年生より野球を始めた。当初は足の速さを活かして、中堅手であったが、小学校4年からは遊撃手を務めていた。淡路市立津名中学校時代はクラブチームのアイランドホークスへ所属していたが、主なポジションは外野であった。
高校は兵庫県立津名高等学校へ進学し、1年秋からベンチ入りを果たしていたものの、控え投手として高校野球を終える。最高成績は2年秋の兵庫県大会3位。近畿大会では和歌山県1位の箕島と対戦し、3回よりリリーフ登板し、失点0の好投を見せた。甲子園出場経験はなし。
大学は近畿大学監督の田中秀昌の強いラブコールにより同大学へ進学。3年秋には10試合に登板し関西学生リーグの制覇に貢献した。大学時代は10球団から調査書が届いていた。
2019年のドラフト会議でオリックス・バファローズから3位指名を受け、11月15日に契約金5500万円・年俸1000万円（いずれも金額は推定）で仮契約を結んだ。背番号は22。担当スカウトは内匠政博。

### オリックス時代
2020年は新型コロナウイルスの影響で120試合制の短縮シーズンとなり、開幕も6月に延期されたものの、開幕ローテーション入りを果たした。6月25日の千葉ロッテマリーンズ戦でプロ初登板初先発となったが、初回に満塁本塁打を打たれるなど、3回5失点で敗戦投手となった。翌26日に出場選手登録を抹消され、8月9日に中継ぎとして一軍再昇格。同16日の福岡ソフトバンクホークス戦でプロ初のリリーフ登板を果たすも、8月28日に再び登録抹消となり、その後10月1日に右肘の手術（鏡視下右肘頭骨棘切除術・骨接合術）を受け、残りのシーズンはリハビリに費やした。ルーキーイヤーは4試合（1先発）の登板で0勝1敗・防御率9.00という成績に終わり、オフに130万円減となる推定年俸870万円で契約を更改した。
2021年は5月4日に一軍へ昇格し、同日の埼玉西武ライオンズ戦でプロ初ホールドを記録。さらに5月18日のロッテ戦でプロ初セーブ、6月3日の阪神タイガース戦ではプロ初勝利を挙げた。東京五輪による中断期間に伴って7月15日に登録を抹消されると、後半戦の開幕を二軍で迎え、その後2度一軍へ昇格したものの、後半戦の一軍登板は1試合（9月29日のロッテ戦）のみにとどまった。この年は18試合のリリーフ登板で1勝0敗5ホールド1セーブ・防御率3.75を記録し、12月6日の契約更改交渉では球団からアップ提示を受けるも保留。同15日に行われた2度目の契約更改交渉にて前回と同額（430万円増）となる推定年俸1300万円でサインをした。
2022年は中継ぎとして開幕を一軍で迎え、10試合の登板で1勝1敗4ホールド・防御率2.16を記録していたが、4月27日に新型コロナウイルス陽性判定を受け、離脱を余儀なくされた。離脱後は二軍で調子が上がらなかったものの、平井正史育成コーチのアドバイスで腕の位置を下げると、8月3日に一軍再昇格。9月23日に出場選手登録を抹消されて以降の一軍登板は無く、この年は22試合の登板で1勝1敗8ホールド・防御率4.44という成績であったが、再昇格後は16イニングで21奪三振と奪三振率の向上に手応えを得たシーズンでもあった。オフに400万円増となる推定年俸1700万円で契約を更改した。
2023年は前年よりさらに腕の角度を下げ、アンダースローに転向。4月8日の北海道日本ハムファイターズ戦でシーズン初登板、プロ入り2度目の先発登板となったが、4回途中4失点で敗戦投手となった。翌9日に出場選手登録を抹消され、同30日にリリーフとして再登録されるも、登板機会が無いまま、5月3日に登録抹消。その後は再登録と登録抹消を3度繰り返し、この年は7試合（1先発）の登板で0勝1敗、防御率6.17という成績にとどまった。ただ、二軍では22試合（14先発）に登板して6勝5敗、防御率1.73の好成績でウエスタン・リーグの最優秀防御率を獲得した。
2024年は6月27日に出場選手登録され、30日のロッテ戦で5番手としてシーズン初登板。1回を投げ、被本塁打1、与四球2、1失点の内容で、この1登板だけで7月11日に登録を抹消された。その後は再昇格の機会なくシーズンを終え、二軍では19試合に登板（13先発）、5勝5敗、防御率3.65の成績だった。10月3日、球団から戦力外通告を受け、育成契約を打診されていることが報じられた。11月20日、育成契約を結んだ。これに伴い背番号も122に変更される。

## 選手としての特徴
中学校1年からプロ3年目まではサイドスロー。2022年の秋季キャンプで中嶋監督の勧めを受け、アンダースローに転向した。しかし、転向2年目の2024年、二軍でも結果を残せていなかったことからシーズン終盤にはサイドスローに戻した。
サイドスローでのストレートの最速は152km/h。スライダー、カーブ、スプリットを投じる。

## 詳細情報

### 年度別投手成績
| 年 度     | 球 団      | 登 板 | 先 発 | 完 投 | 完 封 | 無 四 球 | 勝 利 | 敗 戦 | セ 丨 ブ | ホ 丨 ル ド | 勝 率 | 打 者 | 投 球 回 | 被 安 打 | 被 本 塁 打 | 与 四 球 | 敬 遠 | 与 死 球 | 奪 三 振 | 暴 投 | ボ 丨 ク | 失 点 | 自 責 点 | 防 御 率 | W H I P |
| --------- | ---------- | ----- | ----- | ----- | ----- | -------- | ----- | ----- | -------- | ----------- | ----- | ----- | -------- | -------- | ----------- | -------- | ----- | -------- | -------- | ----- | -------- | ----- | -------- | -------- | ------- |
| 2020      | オリックス | 4     | 1     | 0     | 0     | 0        | 0     | 1     | 0        | 0           | .000  | 39    | 8.0      | 6        | 2           | 10       | 0     | 0        | 5        | 0     | 0        | 8     | 8        | 9.00     | 2.00    |
| 2021      | オリックス | 18    | 0     | 0     | 0     | 0        | 1     | 0     | 1        | 5           | 1.000 | 62    | 12.0     | 15       | 1           | 9        | 0     | 2        | 7        | 0     | 0        | 7     | 5        | 3.75     | 2.00    |
| 2022      | オリックス | 22    | 0     | 0     | 0     | 0        | 1     | 1     | 0        | 8           | .500  | 113   | 24.1     | 23       | 4           | 17       | 3     | 1        | 27       | 1     | 0        | 13    | 12       | 4.44     | 1.64    |
| 2023      | オリックス | 7     | 1     | 0     | 0     | 0        | 0     | 1     | 0        | 0           | .000  | 52    | 11.2     | 11       | 1           | 5        | 0     | 1        | 6        | 0     | 0        | 8     | 8        | 6.17     | 1.37    |
| 2024      | オリックス | 1     | 0     | 0     | 0     | 0        | 0     | 0     | 0        | 0           | ----  | 6     | 1.0      | 1        | 1           | 2        | 0     | 0        | 0        | 0     | 0        | 1     | 1        | 9.00     | 3.00    |
| 通算：5年 | 通算：5年  | 52    | 2     | 0     | 0     | 0        | 2     | 3     | 1        | 13          | .400  | 272   | 57.0     | 56       | 9           | 43       | 3     | 4        | 45       | 1     | 0        | 37    | 34       | 5.37     | 1.74    |

- 2024年度シーズン終了時

### 年度別守備成績
| 年 度 | 球 団      | 投手  | 投手  | 投手  | 投手  | 投手  | 投手     |
| 年 度 | 球 団      | 試 合 | 刺 殺 | 補 殺 | 失 策 | 併 殺 | 守 備 率 |
| ----- | ---------- | ----- | ----- | ----- | ----- | ----- | -------- |
| 2020  | オリックス | 4     | 0     | 1     | 0     | 0     | 1.000    |
| 2021  | オリックス | 18    | 0     | 3     | 0     | 0     | 1.000    |
| 2022  | オリックス | 22    | 0     | 5     | 0     | 0     | 1.000    |
| 2023  | オリックス | 7     | 1     | 3     | 0     | 0     | 1.000    |
| 2024  | オリックス | 1     | 0     | 0     | 0     | 0     | ----     |
| 通算  | 通算       | 52    | 1     | 12    | 0     | 0     | 1.000    |

- 2024年度シーズン終了時

### 記録
初記録
- 初登板・初先発登板：2020年6月25日、対千葉ロッテマリーンズ3回戦（ZOZOマリンスタジアム）、3回5失点で敗戦投手
- 初奪三振：同上、1回裏にブランドン・レアードから見逃し三振
- 初ホールド：2021年5月4日、対埼玉西武ライオンズ8回戦（メットライフドーム）、8回裏に5番手で救援登板、2/3回無失点
- 初セーブ：2021年5月18日、対千葉ロッテマリーンズ10回戦（京セラドーム大阪）、9回表2死に6番手で救援登板・完了、1/3回無失点
- 初勝利：2021年6月3日、対阪神タイガース3回戦（阪神甲子園球場）、7回裏2死に4番手で救援登板、1/3回無失点

### 背番号
- 22（2020年 - 2024年）
- 122（2025年 - ）

### 登場曲
- 「淡路サンセットライン」Shurkn Pap（2020年 - ）